# Diocèse de Bafang
Le diocèse de Bafang est une circonscription ecclésiastique de l'église catholique du Cameroun, suffragant de l’archidiocèse de Douala. L’église paroissiale du Cœur immaculé de Marie est l’église cathédrale du diocèse.

## Histoire
Son territoire démembré du diocèse de Nkongsamba, est érigé en diocèse le 26 mai 2012 par le pape Benoît XVI.

## Géographie
Le diocèse de Bafang s'étend sur les départements de Nkam et du Haut Nkam. Il a une superficie de 7.229 km² et une population de 252.284 habitants, dont plus de la moitié (131.475) sont catholiques.

## Liste des évêques
La liste des évêques de Bafang recense les noms des évêques qui se sont succédé à la tête du diocèse de Bafang (Dioecesis Bafangensis) au Cameroun depuis sa création le 26 mai 2012 par détachement du diocèse de Nkongsamba.
- depuis le 26 mai 2012 : Abraham Boualo Kome

## Paroisses
Le diocèse comprend à sa création 31 paroisses, 31 prêtres diocésains, 19 séminaristes et 11 religieuses.

### Zone pastorale de Bafang
- Coeur Immaculé de Marie de Bafang Banka, paroisse cathédrale
- Saint Luc de Ndokovi Bafang
- Saint Christophe de Baboaté
- Christ The King de Bafang (Paroisse sociologique)
- Saint François d’Assise de Njenkaatee et Sainte Thérèse de Banfeko
- Saint Laurent de Poango
- Sainte Thérèse de Njenshi
- Saint Bernard de Bakassa
- Sainte Monique de Bana
- Saint Michel de Batcho
- Saint Joseph de Batcha

### Zone pastorale de Nkondjock
- Saint Paul de Nkondjock
- Saint Alphonse de Ndocksamba
- Saint Michel Archange de Matoube-Bandem

### Zone pastorale de Yabassi
- Co-Cathédrale Sainte Famille de Banya-Yabassi
- Saint Augustin de Ndogbélé
- Saint Joseph de Bonepoupa II
- Saints Archanges de Yingui
- Saint André de Solle

## Sources
- Fiche du diocèse sur le site catholic-hierarchy.org